# Паштел-де-Тентугал
Паштел-де-Тентугал (порт. Pastel de Tentúgal) — португальський десерт, тістечко, що походить з Тентугала муніципалітету Монтемор-у-Велью. Ця монастирська випічка була створена приблизно в XVI столітті черницями- кармелітками.